# A Saga da Fênix Negra
A Saga da Fênix Negra é arco de história dos X-Men, publicado pela Marvel Comics, contando sobre a história de Jean Grey e a Força Fênix. Foi escrita por Chris Claremont com arte de Dave Cockrum e John Byrne. Às vezes, é dividido em duas partes, com a Saga da Fênix (X-Men [vol. 1] # 101-108, 1976-1977) referindo-se a hipótese do poder de Jean e da reparação do cristal de M'Kraan, a morte e ressuscitar de Jean e a Saga da Fênix Negra (X-Men [vol. 1] # 129-138, 1980) a sua corrupção e queda.

## A Saga Original
Em histórias em quadrinhos de hoje, os leitores veem a Fênix como uma entidade cósmica ligada a Jean Grey, tendo sido escolhida pela Força por ser a única mutante de nível ômega, com poderes ilimitados. No entanto, esta não foi a forma como o personagem foi escrito na história original - lá, a Fênix era Jean Grey, no auge de seu poder. Ao retornar de uma missão no espaço, a história contada de Jean, após ser exposta à radiação mortal de uma tempestade solar,  acabou brevemente por atingir o seu potencial máximo, que já era ilimitado, como uma telepata e telecinética. Neste momento, Jean tornou-se um ser de pensamento puro, com poder cósmico infinito e reformou-se, em seguida, após o regresso à Terra com o novo traje, identidade e poder da "Fênix". Foi com este poder incrível que Jean consertou o Cristal Mkrann', mas voluntariamente restringido seus poderes depois, a fim de mantê-los sob controle.
Seu vasto poder cósmico, fez dela um alvo para o ilusionista (Mestre Mental), que estava tentando colocá-la à prova, a fim de fazê-la juntar-se ao prestigiado Círculo Interno do Clube do Inferno. Com a ajuda de um dispositivo criado pela Rainha Branca, Emma Frost, Mastermind (usando o nome Jason Wyngarde) foi capaz de projetar as suas ilusões diretamente na mente de Fênix. Essas ilusões a levaram a acreditar que ela estava revivendo as memórias de sua antepassada, Lady Grey, que nas ilusões era amante de Wyngarde. Fênix foi forçada a juntar-se ao Clube do Inferno como a Rainha Negra, um papel decadente que lhe permitia apreciar os extremos da emoção humana e começou a quebrar as barreiras que tinha erguido.
Quando os  vieram em seu socorro, eles foram capturados pelo Circulo Interno, Ciclope e Jason se enfrentaram em um duelo psíquico. Quando Jason matou imagem psíquica de Ciclope, serviu para quebrar o domínio sobre a mente de Jean e quebrou as barreiras final sobre o seu poder. Tendo esse poder em sua totalidade, juntamente com o papel decadente que acabara de interpretar, Jean, totalmente oprimida,  se renomeou como a "Fênix Negra". Os X-Men lutaram contra ela, mas foram facilmente derrotados por seu poder antes de ela partir para o espaço. Com a intenção de saciar sua fome, Fênix Negra criou um buraco de minhoca e transportou-se a uma galáxia distante. Sem pensar nas consequências, ela mergulhou no coração da estrela D'Bari e devorou a sua energia, fazendo com que a estrela virasse uma supernova, e destruindo também seu sistema planetário, onde em um dos planetas habitavam 5 bilhões de seres. Fênix Negra foi então atacada por um cruzador Shiar tentando impedi-la de destruir outras estrelas. Fênix Negra derrotou facilmente seus inimigos, mas não antes que eles fossem capazes de alertar a Imperatriz Shi'ar, Lilandra. Recrutando uma série de associados intergalácticos, incluindo o imperador Kree Skrull, o Conselho concluiu que a Fênix era uma ameaça maior que o devorador de planetas Galactus e que devia ser destruída, já que ela tinha o poder de destruir todo o Universo.
Na Terra, os X-Men foram resgatados pelos membros dos vingadores e o ex-X-Man, Fera. Ele havia projetado um dispositivo que iria neutralizar os poderes da Fênix Negra tempo suficiente para derrotá-la. Fênix Negra voltou à Terra, a casa de sua família, e foi posteriormente atacada pelos X-Men. Durante uma batalha psíquica com seu mentor, Charles Xavier, ele foi capaz, com a ajuda de Jean Grey, de reconstruir as barreiras mentais em sua mente, o que reduziu os poderes da Fênix Negra para níveis mais razoáveis e permitiu que a personalidade de Jean ocupasse o controle, reduzindo os impulsos destrutivos da Fênix Negra.
Os Shi'ar, em seguida, abordaram os X-Men, dizendo-lhes o genocídio casual da Fênix Negra, e afirmaram que ela deve ser condenada à morte por causa disso. Xavier, que estava envolvido romanticamente com a imperatriz Shiar, Lilandra desafiou a Arin'n Haelar, um duelo de honra Shi'ar que não pode ser recusado. Depois de conferenciar com os seus aliados, que insistiu que o concurso será encenado para garantir uma vitória garantida por sua vez, Lilandra cedeu ao pedido de Xavier.
No dia seguinte, os X-Men e a Guarda Imperial Shi'ar foram teletransportados para a área azul da lua, onde eles iriam fazer a batalha, com os vencedores decidindo o destino da Fênix. A Guarda Imperial, liderada por Gladiador, foi capaz de derrotar todos os X-Men, deixando Cyclope e Fênix só para tomar um confronto final contra eles. Quando um raio de energia atingiu Ciclope, Jean Grey em pânico destruiu as barreiras mentais que tinha colocado dentro de sua mente, com a ajuda do professor Charles Xavier, e todos os poderes da Fênix foram mais uma vez desencadeados. Neste ponto, Lilandra abandonou a abordagem delicada e ordenou a execução do Plano Ômega, que consistiria em destruir todo o sistema solar, na esperança de eliminar a Fênix Negra no processo.
Com a situação fora de controle, o Professor Charles Xavier ordenou aos X-Men para tentarem derrotar Jean Grey com o objectivo de impedir Lilandra da sua medida de emergência. A equipe lutou até que ela recuperou os seus sentidos. Correndo para um beco na lua, Jean, lutando para manter o controle, e sabendo que o poder enorme que possuía era demasiado poderoso para ser controlado, pois podia destruir todo o universo, activou uma arma Kree e desintegrou-se após um emocional adeus a Ciclope. Mais tarde, ele deduziu que Jean Grey tinha planejado o seu sacrifício a partir do momento em que havia pousado na lua, com o objectivo de salvar os restantes membros dos X-Men e todo o universo.
Esta história central termina com Uatu, o Observador, comentando que "Jean Grey poderia ter vivido para se tornar uma deusa, mas era mais importante que ela morresse como um ser humano."

## Adaptações
- O arco foi adaptado na terceira temporada de X-Men: The Animated Series.
- Iria ser adaptado em X-Men: Evolution, mas devido ao cancelamento da série isso não aconteceu.
- Wolverine and the X-Men adaptou o arco ao final de sua primeira temporada
- Nos filmes X-Men, elementos da história aparecem em X-Men: The Last Stand, e uma adaptação mais direta surgiu em X-Men: Fênix Negra.